# ターニャ・ボエヴァ
ターニャ・ボエヴァ（ブルガリア語:Таня Боева / Tanya Boeva）はブルガリアの歌手。ジャンルはポップ・フォークが中心。ブルガリア中南部トポロヴグラト出身、1973年11月3日生まれ。

## 来歴
ターニャ・ボエヴァは13歳のときに、ハスコヴォで行われたフェスティバルでALCHEMISTSという名のバンドと共に歌い、Golden Batchを獲得している。この頃からターニャは歌手としての道を歩み始める。化学技術学校で学びながら、Orionというバンドで歌っていたが、卒業後まもなくバンドは解散した。1995年には、若い歌手たちによるコンテストGolden Orpheus 95において自作曲などを歌い優勝を果たした。翌1996年、再びこの大会に参加し、ダニエラ・ペトコヴァ（Даниела Петкова / Daniela Petkova）とのデュエットで再び優勝を果たした。
翌1997年、ターニャは初となるアルバム『Обичай ме с нежност и душа』（やさしさと心で愛して、Obichay me s Nezhnost i dusha）をリリース。Annual Musical Awards of ART-ROCK CENTREでの今年の新人賞に輝いた。アルバムの製作陣にはブルガリア・ポップ・ミュージックの重要人物ディミトゥル・ゲトフ（Dimitar Getov）、ナイデン・アンドレエフ（Nayden Andreev）、ヴァシル・イリエフ（Vasil Iliev）、ハイガショト・アガシャン（Haygashod Agasyan）らを起用している。
1998年には2枚目のアルバム『Щастлива съм』（私は幸せ、Shtastliva sam）をパイネルからリリースした。これは当時まだブルガリアにおいて黎明期にあったポップ・フォーク・スタイルのアルバムであった。
| 「 | 私は4年間にわたってポップ・ミュージックに関わり、4つの賞を受けたが、なお全くの無名だ。おそらく、音楽業界ではターニャ・ボエヴァの名前は知られているかも知れないが、それ以外の人々には私の名前は何物でもない。このとき、ポップ・フォークは着実に歩みを進め、独自のジャンルへと発展するさなかにあった。これは私にとって大きなチャンスだった。私は、それまでに2曲しか民謡を歌ったことはなかったが、新しい試みをすることを決意した。私は新しいポップ・フォークという音楽の中に、ダンスやバラード、ポップ・フォークらしい音で自身の居場所を築いていきたいと願った。 | 」 |

1999年には3枚目のアルバム『Дама пика』（スペードの女王、Dama pika）をアラ・アウディオ・ヴィデオからリリースした。このアルバムのタイトルは、ボエヴァ自身が強い女性であることを示すものであった。
同年9月にはサンダンスキで開かれた伝統音楽のフェスティバルPirin Folk 99に参加した。さらに10月にはフェスティバルThe Golden Keyに参加、今年の歌手賞に輝いた。11月にはヴァルナで行われたブルガリア初の全国的なポップ・フォークのフェスティバルGolden Mustangに参加、3つの賞を受賞している（ボエヴァ自身と、2つの楽曲に対して）。New Folk magazineによる今年の歌手賞を受賞している。また、この年の9月18日にはプロデューサのMisho Burgudzhievと結婚している。
2000年には通算4枚目の新アルバム『Магнетично』（磁石、Magnetichno）をアラ・アウディオ・ヴィデオからリリースした。夫となったMisho BurgudzhievはじめMariya Neykova、Nadezhda Zaharievaなどのプロデューサを起用した。
2001年には5枚目のアルバム『ШОК』（ショック、SHOK）をリリースした。同年9月のPirin Folk 2001でターニャ・ボエヴァは観客の大喝采を浴び、Golden Statuetteとスポンサー特別賞を受賞した。同年11月には若い歌手たちを対象に「ターニャ・ボエヴァとデュエット」というオーディションを行い、アセノヴグラト出身の13歳のマリア・ディミトロヴァ（Mariya Dimitrova）が優勝した。ディミトロヴァはターニャ・ボエヴァとのデュエット曲を製作した。曲のタイトルは「Диви ангели」（野生の天使、Divi angeli）で、2002年にレコーディングされた。カリアクラおよびヴァルナのゴールデン・サンズにてこの曲のビデオ・クリップも撮影された。この曲はボエヴァ自身によるプロデュースであった。
ボエヴァはこれ以降、レコード会社から独立して独自に音楽活動をはじめ、また自ら曲をプロデュースするようになった。2003年には自身のプロデュース曲を含む6枚目のアルバム『Таня Боева 2003』（Tanya Boeva 2003）をリリース。この年にはビールSofiaの広告塔も務めた。
2004年には7枚目のアルバム『Лутам се』（心配してる、Lutam Se）をリリースした。収録された12曲のうち6曲はビデオクリップも製作され、ビデオクリップは全国放送のBTVでも放送された。
2005年にはブルガリアの音楽に新しい風を起こすべく、ブルガリアの歌手として初のルーマニアのアーティストとの共演を果たした。曲はルーマニアのBrandyとの共演で、タイトルはブルガリア語で「Боли от любовта」（Boli ot liubovta）、ルーマニア語で「Nu te mai cred」と名づけられた。ビデオクリップはたびたびテレビで放送され、またラジオでも大ヒットとなった。
| 「 | 私はルーマニア人との共演曲を実現した最初のブルガリア人となれて本当にうれしい。…私たちの曲はルーマニア、ブルガリア双方のテレビやラジオで繰り返し放送されている。この曲はブルガリア、ブルガリア両国の音楽市場で販売されている。このプロジェクトは、音楽が国境を越えて人々をひとつにする力があるひとつの証明だ。 | 」 |

2006年にはボエヴァの8枚目のアルバム『Лошо момче』（Bad Boy、Losho Momche）をリリースした。このアルバムはTanya Boeva 2003以来3枚目のボエヴァ自身によるプロデュースのアルバムとなった。このアルバムでは先のBrandyとの共演曲「Боли от любовта」のほかにも、ルーマニア人のマネーレ歌手リヴィウ・グータ（Liviu Guta）や、女性ラッパーレディB（Lady B）とも共演している。

## アルバム
- 『Обичай ме с нежност и душа』（やさしさと心で愛して、Obichay me s Nezhnost i dusha）1997年
- 『Щастлива съм』（私は幸せ、Shtastliva sam）1998年 - パイネル
- 『Дама пика』（スペードの女王、Dama pika）1999年 - アラ
- 『Магнетично』（磁石、Magnetichno）2000年 - アラ
- 『ШОК』（ショック、SHOK）2001年
- 『Таня Боева 2003』（Tanya Boeva 2003）2003年
- 『Лутам се』（心配してる、Lutam Se）2004年
- 『Лошо момче』（Bad Boy、Losho Momche）2006年

## DVD
- The Best Video